# Li Jinzhe
Li Jinzhe (chinesisch 李 金哲, Pinyin Lǐ Jīnzhé; * 1. September 1989 in Peking) ist ein ehemaliger chinesischer Leichtathlet, der sich auf den Weitsprung spezialisiert hat.

## Sportliche Laufbahn
Erste internationale Erfahrungen sammelte Li Jinzhe im Jahr 2007, als er bei den Asienmeisterschaften in Amman mit einer Weite von 7,62 m den achten Platz belegte. Im Jahr darauf gewann er bei den Juniorenasienmeisterschaften in Jakarta mit 7,47 m die Bronzemedaille und 2009 schied er bei den
Weltmeisterschaften in Berlin mit 8,01 m in der Qualifikation aus und siegte anschließend mit 8,16 m bei den Asienmeisterschaften in Guangzhou. Kurz darauf siegte er auch bei den Ostasienspielen in Hongkong mit einem Sprung auf 7,85 m. 2010 scheiterte er bei den Hallenweltmeisterschaften in Doha mit 7,68 m in der Vorrunde und wurde beim Continental-Cup in Split mit 7,93 m Vierter. Daraufhin nahm er erstmals an den Asienspielen in Guangzhou teil, brachte dort aber keinen gültigen Versuch zustande. 
2011 belegte er bei den Asienmeisterschaften in Kōbe mit 7,79 m den fünften Platz. Im Jahr darauf siegte er mit 7,98 m bei den Hallenasienmeisterschaften in Hangzhou und qualifizierte sich auch für die Teilnahme an den Olympischen Spielen in London, bei denen er aber mit 7,77 m den Finaleinzug verpasste. 2013 steigerte er sich beim Diamond League Meeting in Shanghai auf 8,34 m und bestätigte seine Leistung drei Tage darauf mit 8,31 m bei der World Challenge in Peking. Mitte August erreichte er bei den Weltmeisterschaften in Moskau das Finale und belegte dort mit 7,86 m den zwölften Platz. Anschließend ergalisierte er bei seinem Sieg bei den Nationalspielen in Shenyanh mit 8,34 m seine Bestleistung. 2014 gewann er Silber bei den Hallenweltmeisterschaften in Sopot mit einer Weite von 8,23 m hinter dem Brasilianer Mauro Vinícius da Silva. Ende Juni verbesserte er beim traditionsreichen Weitsprungmeeting in Bad Langensalza den Landesrekord von Lao Jianfeng aus dem Jahr 1997 um sieben Zentimeter auf 8,47 m und siegte anschließend beim Herculis in Monaco mit 8,09 m. Beim Continental-Cup in Marrakesch wurde er mit 7,82 m Fünfter und siegte anschließend bei den Asienspielen im südkoreanischen Incheon mit einer Weite von 8,01 m. 2015 blieb er bei allen seinen Wettkämpfen über der 8-Meter-Marke und belegte bei den Weltmeisterschaften in Peking mit 8,10 m im Finale den fünften Platz. 2017 bestritt er in Tianjin seinen letzten Wettkampf und beendete damit seine aktive sportliche Karriere im Alter von 28 Jahren.
2009 wurde er chinesischer Meister im Weitsprung.

## Persönliche Bestleistungen
- Weitsprung: 8,47 m (0,0 m/s), 28. Juni 2014 in Bad Langensalza (chinesischer Rekord)
  - Weitsprung (Halle): 8,23 m, 8. März 2014 in	Sopot